# Berea (okręg Satu Mare)
Berea (węg. Bere) – wieś w Rumunii, w okręgu Satu Mare, w gminie Ciumești. W 2011 roku liczyła 207 mieszkańców. 